# J&T Banka Ostrava Open 2020 - Qualificazioni singolare
Le qualificazioni del singolare del J&T Banka Ostrava Open 2020 sono state un torneo di tennis preliminare per accedere alla fase finale della manifestazione. Le vincitrici dell'ultimo turno sono entrate di diritto nel tabellone principale. In caso di ritiro di una o più giocatrici aventi diritto a queste sono subentrate le lucky loser, ossia le giocatrici che hanno perso nell'ultimo turno ma che avevano una classifica più alta rispetto alle altre partecipanti che avevano comunque perso nel turno finale.

## Teste di serie
1. Veronika Kudermetova (qualificata)
2. Marie Bouzková (ultimo turno)
3. Cori Gauff (qualificata)
4. Jil Teichmann (ultimo turno)
5. Anna Blinkova (ultimo turno, ritirata)
6. Bernarda Pera (primo turno)

1. Paula Badosa (ultimo turno)
2. Arantxa Rus (ultimo turno)
3. Sara Sorribes Tormo (qualificata)
4. Dar'ja Kasatkina (qualificata)
5. Irina-Camelia Begu (ultimo turno)
6. Barbora Krejčíková (qualificata)

## Qualificate
1. Veronika Kudermetova
2. Dar'ja Kasatkina
3. Cori Gauff

1. Barbora Krejčíková
2. Sara Sorribes Tormo
3. Tereza Martincová

## Tabellone

### Legenda
| - Q = Qualificato - WC = Wild card - LL = Lucky loser | - ALT = Alternate - SE = Special Exempt - PR = Protected Ranking | - w/o = Walkover - r = Ritirato - d = Squalificato |

### Sezione 1
|  | Primo turno | Primo turno          | Primo turno          | Primo turno | Primo turno |  |  | Ultimo turno | Ultimo turno         | Ultimo turno         | Ultimo turno | Ultimo turno |  |
|  |             |                      |                      |             |             |  |  |              |                      |                      |              |              |  |
|  | 1           | Veronika Kudermetova | Veronika Kudermetova | 7           | 6           |  |  |              |                      |                      |              |              |  |
|  |             | Stefanie Vögele      | Stefanie Vögele      | 65          | 3           |  |  | 1            | Veronika Kudermetova | Veronika Kudermetova | 7            | 6            |  |
|  |             | Jasmine Paolini      | Jasmine Paolini      | 4           | 3           |  |  | 8            | Arantxa Rus          | Arantxa Rus          | 5            | 2            |  |
|  | 8           | Arantxa Rus          | Arantxa Rus          | 6           | 6           |  |  |              |                      |                      |              |              |  |

### Sezione 2
|  | Primo turno | Primo turno           | Primo turno           | Primo turno | Primo turno |  |  | Ultimo turno | Ultimo turno     | Ultimo turno | Ultimo turno | Ultimo turno |  |
|  |             |                       |                       |             |             |  |  |              |                  |              |              |              |  |
|  | 2           | Marie Bouzková        | Marie Bouzková        | 6           | 6           |  |  |              |                  |              |              |              |  |
|  |             | Katarina Zavac'ka     | Katarina Zavac'ka     | 3           | 2           |  |  | 2            | Marie Bouzková   | 4            | 7            | 5            |  |
|  | WC          | Bethanie Mattek-Sands | Bethanie Mattek-Sands | 4           | 2           |  |  | 10           | Dar'ja Kasatkina | 6            | 5            | 7            |  |
|  | 10          | Dar'ja Kasatkina      | Dar'ja Kasatkina      | 6           | 6           |  |  |              |                  |              |              |              |  |

### Sezione 3
|  | Primo turno | Primo turno        | Primo turno   | Primo turno | Primo turno |  |  | Ultimo turno | Ultimo turno       | Ultimo turno       | Ultimo turno | Ultimo turno |  |
|  |             |                    |               |             |             |  |  |              |                    |                    |              |              |  |
|  | 3/WC        | Cori Gauff         | Cori Gauff    | 6           | 6           |  |  |              |                    |                    |              |              |  |
|  | WC          | Jana Čepelová      | Jana Čepelová | 1           | 0           |  |  | 3/WC         | Cori Gauff         | Cori Gauff         | 6            | 6            |  |
|  |             | Varvara Gračëva    | 7             | 2           | 1           |  |  | 11           | Irina-Camelia Begu | Irina-Camelia Begu | 4            | 4            |  |
|  | 11          | Irina-Camelia Begu | 65            | 6           | 6           |  |  |              |                    |                    |              |              |  |

### Sezione 4
|  | Primo turno | Primo turno        | Primo turno        | Primo turno | Primo turno |  |  | Ultimo turno | Ultimo turno       | Ultimo turno       | Ultimo turno | Ultimo turno |  |
|  |             |                    |                    |             |             |  |  |              |                    |                    |              |              |  |
|  | 4           | Jil Teichmann      | Jil Teichmann      | 7           | 6           |  |  |              |                    |                    |              |              |  |
|  |             | Anna-Lena Friedsam | Anna-Lena Friedsam | 5           | 3           |  |  | 4            | Jil Teichmann      | Jil Teichmann      | 3            | 2            |  |
|  |             | Kaja Juvan         | Kaja Juvan         | 3           | 0           |  |  | 12           | Barbora Krejčíková | Barbora Krejčíková | 6            | 6            |  |
|  | 12          | Barbora Krejčíková | Barbora Krejčíková | 6           | 6           |  |  |              |                    |                    |              |              |  |

### Sezione 5
|  | Primo turno | Primo turno         | Primo turno         | Primo turno | Primo turno |  |  | Ultimo turno | Ultimo turno        | Ultimo turno | Ultimo turno | Ultimo turno |  |
|  |             |                     |                     |             |             |  |  |              |                     |              |              |              |  |
|  | 5           | Anna Blinkova       | Anna Blinkova       | 7           | 6           |  |  |              |                     |              |              |              |  |
|  |             | Tamara Zidanšek     | Tamara Zidanšek     | 65          | 4           |  |  | 5            | Anna Blinkova       | 6            | 2            | r            |  |
|  |             | Ana Bogdan          | Ana Bogdan          | 4           | 4           |  |  | 9            | Sara Sorribes Tormo | 4            | 5            |              |  |
|  | 9           | Sara Sorribes Tormo | Sara Sorribes Tormo | 6           | 6           |  |  |              |                     |              |              |              |  |

### Sezione 6
|  | Primo turno | Primo turno       | Primo turno    | Primo turno | Primo turno |  |  | Ultimo turno | Ultimo turno      | Ultimo turno      | Ultimo turno | Ultimo turno |  |
|  |             |                   |                |             |             |  |  |              |                   |                   |              |              |  |
|  | 6           | Bernarda Pera     | 4              | 7           | 3           |  |  |              |                   |                   |              |              |  |
|  | WC          | Tereza Martincová | 6              | 6           | 6           |  |  | WC           | Tereza Martincová | Tereza Martincová | 6            | 6            |  |
|  |             | Sorana Cîrstea    | Sorana Cîrstea | 3           | 3           |  |  | 7            | Paula Badosa      | Paula Badosa      | 3            | 2            |  |
|  | 7           | Paula Badosa      | Paula Badosa   | 6           | 6           |  |  |              |                   |                   |              |              |  |